# マルティーノ1世 (シチリア王)
マルティーノ1世（Martino I, 1374年頃 - 1409年7月25日）は、シチリア王（在位：1390年 - 1409年）。アラゴン王マルティン1世と王妃マリア・デ・ルナの子。スペイン語名は父と同名で、父（老マルティン）に対して若マルティン（西：Martín el Joven, 伊：Martino il Giovane, カタルーニャ語：Martí el Jove）と呼ばれる。父方の祖母レオノール（アラゴン王ペドロ4世の3番目の王妃）はシチリア王ピエトロ2世の娘であった。

## 生涯
1390年に従姉にあたるシチリア女王マリアと結婚した。1392年に老マルティン、マリアとともに軍勢を引き連れてシチリアへ侵攻し、反抗する諸侯を破った。マルティーノはマリアが1401年に死去するまで、共同でシチリアを治めた（その間、1396年に老マルティンがアラゴン王位を継承している）。その後、1372年にバルセロナ家とアンジュー家との間で結ばれていたヴィルヌーヴ条約を無視して、マルティーノは単独の君主として支配を続けた。1403年、のちにナバラ女王となるエヴルー家の王女ブランカ（ビアンカ）と結婚した。2度の結婚のいずれでも、成人した子は得られず、庶子ルナ伯ファドリケがいたのみだった。
マルティーノが1409年にサルデーニャのカリャリで死去すると、父であるアラゴン王マルティン1世がマルティーノ2世としてシチリアも治めた。しかし翌1410年にはマルティン1世自身も死去し、マルティーノに先立たれて嗣子がいなかったため、王位継承者が定まるまでに2年を要した（カスペの妥協を参照）。